# Blue Berry Hill (Teksas)
Blue Berry Hill je naseljeno mjesto za statističke potrebe u američkoj saveznoj državi Teksas. Prema popisu stanovništva iz 2010. u njemu je živjelo 866 stanovnika.